# Muscicapa ferruginea
A Muscicapa ferruginea a madarak (Aves) osztályának verébalakúak (Passeriformes) rendjébe, ezen belül a légykapófélék (Muscicapidae) családjába tartozó faj.

## Rendszerezése
A fajt Brian Houghton Hodgson angol természettudós írta le 1845-ben, a Hemichelidon nembe Hemichelidon ferruginea néven.
Ez a madárfaj egyike azoknak, melyeknek az adatait Richard Meinertzhagen brit ezredes és ornitológus meghamisította, de Pamela Cecile Rasmussen amerikai ornitológusnő és kutatótársa, Prys-Jones helyreállították.

## Előfordulása
Bhután, a Fülöp-szigetek, India, Indonézia, Kína, Laosz, Malajzia, Mianmar, Nepál, Szingapúr, Thaiföld és Vietnám területén honos.
A természetes élőhelyei a trópusi és szubtrópusi hegyvidéki esőerdők. Vonuló faj.

## Megjelenése
Testhossza 12–13 centiméter, testtömege 9–16,7 gramm. A háti része világosbarna, míg a begye és hasi része sárga színűek.

## Életmódja
Gerinctelenekkel táplálkozik.

## Szaporodása
|  |

## Természetvédelmi helyzete
Az elterjedési területe rendkívül nagy, egyedszáma viszont csökken, de még nem éri el a kritikus szintet. A Természetvédelmi Világszövetség (IUCN) Vörös listáján nem fenyegetett fajként szerepel.